# Lijst van burgemeesters van Finsterwolde
Dit is een lijst van burgemeesters van de voormalige Nederlandse gemeente Finsterwolde totdat deze gemeente op 1 januari 1990 opging in de gemeente Reiderland (tot 1 juli 1990 nog gemeente Beerta geheten).
| Ambtsperiode | Naam burgemeester           | Partij of stroming | Bijzonderheden                                                                      |
| ------------ | --------------------------- | ------------------ | ----------------------------------------------------------------------------------- |
| 1802 - 1818  | Jan Egges Hommes            |                    | eerst maire; ovl. 8 april 1818                                                      |
| 1818 - 1819  | Geert Jans Onnes            |                    | ovl. 19 mei 1819                                                                    |
| 1819 - 1835  | Tiddo Harms Buurma          |                    | ovl. 16 april 1835                                                                  |
| 1836 - 1850  | Jan Cornelius Muller        |                    |                                                                                     |
| 1850 - 1871  | Roelf Jurjens Roelofs       |                    | ovl. 30 augustus 1871                                                               |
| 1871 - 1891  | Sijze Wilto Schortinghuis   |                    |                                                                                     |
| 1891 - 1892  | Peter J. de Hoop            |                    | werd burgemeester van Veendam                                                       |
| 1892 - 1896  | Deddo Hesselink             |                    | werd burgemeester van Het Bildt                                                     |
| 1897 - 1901  | Jan Hendrik Herman Piccardt |                    | was burgemeester van Adorp, werd burgemeester van Wonseradeel                       |
| 1901 - 1905  | Regnerus Cannegieter        |                    |                                                                                     |
| 1905 - 1914  | Eisso Gerhardus Braak       |                    | was gemeentesecretaris van Meppel, werd burgemeester van Nieuweschans               |
| 1914 - 1923  | J. Bakker                   |                    |                                                                                     |
| 1924 - 1942  | Jurjen Roelofs Ezn.         |                    |                                                                                     |
| 1942 - 1945  | Jacobus Esso Oterdoom       | NSB                |                                                                                     |
| 1945 - 1951  | Harm Tuin                   | PvdA               | was gemeentesecretaris van Finsterwolde, werd regeringscommissaris van Finsterwolde |
| 1951 - 1953  | Harm Tuin                   |                    | regeringscommissaris                                                                |
| 1953 - 1956  | Harm Tuin                   |                    | opnieuw burgemeester, werd burgemeester van Slochteren                              |
| 1956 - 1957  | Ekke de Haan                | PvdA               | waarnemend burgemeester, tevens burgemeester van Beerta                             |
| 1957 - 1962  | mr. Gauke Loopstra          | VVD                | werd burgemeester van Vlagtwedde                                                    |
| 1963 - 1981  | Johannes G. Voslamber       |                    | vanaf 1971 tevens burgemeester van Beerta                                           |
| 1982 - 1988  | Dick Appeldoorn             | PvdA               | werd burgemeester van Sleen                                                         |
| 1988 - 1990  | Wim Hendriks                | PvdA               | waarnemend burgemeester, oud-burgemeester van Sliedrecht                            |